# Jan Žižka
Jan Žižka z Trocnova a Kalicha eller blot Jan Žižka (født ca. 1360, død 11. oktober 1424) var en tjekkisk general og en af de ledende tilhængere af Jan Hus og hans oprør mod katolicismen. Tilnavnet Žižka betyder "enøjet" og hentyder til, at han tilsyneladende som barn mistede synet på det ene øje efter et slagsmål. Ifølge forfatteren Karel Titz og hans studie fra 1924 er Žižka en tjekkisk version af det tyske navn Zikmund.[kilde mangler]
Jan Žižka deltog i slaget ved Tannenberg (1410), men blev for alvor kendt under hussitterkrigene fra 1419. Det var for en stor dels vedkommende Žižkas fortjeneste, at hussitterne havde militær succes. Han forsøgte at invadere Ungarn, men måtte dog opgive det på grund af modstandernes stærke talmæssige overlegenhed. Under tilbagetrækningen udviste han imidlertid nogle af de evner, der har givet ham ryet for at være alle tiders største tjekkiske hærfører. Under borgerkrigen i Tjekkiet vandt han klare sejre over sin Tabor-baserede parts modstandere omkring Prag, og han var på vej til at indtage hovedstaden i juni 1424, da der blev indgået fred. De samlede parter enedes nu om at indtage Mähren med Jan Žižka i spidsen, men undervejs hertil døde Žižka som følge af pest. Hans fjender frygtede ham så meget, at de i den forbindelse omtalte ham som "han, som ingen dødelig hånd kunne ødelægge, blev udslettet af Guds finger".
Jan Žižka var en uortodoks og nyskabende militærtaktiker. Han udnyttede sine troppers individuelle evner til det perfekte og opfandt vognfortet, der også kendes fra Det Vilde Vesten, hvor man opstiller vogne tæt imod hinanden og på den måde skaber et mobilt fort med beskyttelse af folk og heste. Samtidig gav det mulighed for passende tid til at lade de ret ny geværer, der dermed for første gang fik succes i krigssituationer.